# Басс, Мисти
Мисти Маккрей Басс (англ. Mistie McCray Bass; в замужестве Уильямс (англ. Williams); затем Мимс (англ. Mims); род. 2 декабря 1983 года в Джейнсвилле, штат Висконсин, США) — американская профессиональная баскетболистка, выступала в женской национальной баскетбольной ассоциации. Была выбрана на драфте ВНБА 2006 года во втором раунде под общим двадцать первым номером командой «Хьюстон Кометс». Играла на позиции тяжёлого форварда. Также выступала в женской национальной баскетбольной лиге за клуб «Канберра Кэпиталз».

## Ранние годы
Мисти родилась 2 декабря 1983 года в городе Джейнсвилл, штат Висконсин, в семье Эрнеста Эванса и Пэм Басс, у неё есть младшая сестра, Шина Хармон, а училась там же в средней школе имени Джорджа Сэффорда Паркера, в которой выступала за местную баскетбольную команду.